# Association of American Railroads
Die Association of American Railroads (AAR) ist die Industrievereinigung der großen Gütereisenbahnen von Nordamerika (Kanada, Mexiko und den Vereinigten Staaten). Die Amtrak und einige weitere regionale Eisenbahnen sind ebenfalls Mitglieder. Seit 2019 ist Ian Jefferies Präsident der AAR.

## Geschichte
Die Vereinigung entstand am 12. Oktober 1934 durch das Zusammengehen von folgenden fünf wirtschaftsnahen Vereinigungen:
- American Railway Association
- Association of Railway Executives
- Bureau of Railroad Economics
- Railway Accounting Officers Association
- Railway Treasury Officers Association

Sitz der Organisation ist Washington, D.C.

## Präsidenten der AAR
- 1934–1946: John J. Pelley
- 1946–1947: Robert V. Fletcher (kommissarisch)
- 1947–1957: William T. Faricy
- 1957–1967: Daniel P. Loomis
- 1967–1971: Thomas M. Goodfellow
- 1971–1977: Stephen Ailes
- 1977–1991: William H. Dempsey
- 1992–1997: Edwin L. Harper
- 1997–1998: M.B. Oglesby Jr.
- 1998–2018: Edward R. Hamberger
- ab 2019: Ian Jefferies

## Reporting marks
Eine der Verbandstätigkeiten ist die Zuordnung der Reporting marks – ein Code von 2 bis 4 Buchstaben, die den Eigentümer des Rollmaterials oder der zu transportierenden Container eindeutig identifiziert.

## Klassifizierung
Weiterhin klassifiziert die AAR die Eisenbahnen entsprechend ihrer Größe.
- Class 1 = Eisenbahn mit einem Umsatz von mehr als 467 Mio. $
- Regional Railroad = Eisenbahngesellschaft die eine Strecke von mehr als 350 Meilen betreibt und/oder mehr als 40 Mio. $ Umsatz hat (sog. Class 2 nach den Regeln des Surface Transportation Board)
- Local Railroad (früher Shortline Railroad) = keine „Class 1“- oder „Regional“-Eisenbahn, aber mit fahrplanmäßigem Betrieb (sog. Class 3 nach STB)
- Terminal and Switching Railroad (Rangiergesellschaft) = Eisenbahn die keine Punkt-zu-Punkt-Transporte (Linienverkehr) durchführt, sondern die Verbindung zwischen Endabnehmern und den anderen Eisenbahngesellschaften herstellt